# Amaranta
Az Amaranta női név a görög amarantosz szóból ered, jelentése: hervadhatatlan.

## Rokon nevek
Amarant

## Gyakorisága
Az újszülöttek körében az 1990-es években szórványosan fordult elő. A 2000-es és a 2010-es években sem szerepelt a 100 leggyakrabban adott női név között.
A teljes népességre vonatkozóan az Amaranta sem a 2000-es, sem a 2010-es években nem szerepelt a 100 leggyakrabban viselt női név között.

## Névnapok
- november 7.[2]
- december 7.[2]